# Etania
Etania est un prénom féminin.

## Sens et origine du prénom
- Prénom féminin d'origine nord-amérindienne[1].
- Prénom qui signifie "riche".

## Prénom de personnes célèbres et fréquence
- Prénom aujourd'hui très peu usité aux États-Unis[2]
- Prénom  qui n'a presque jamais été donné en France[3].